# Plattling Black Hawks
I Plattling Black Hawks sono una squadra di football americano di Plattling, in Germania; fondati come Deggendorf Black Hawks nel 1986, si sono trasferiti a Plattling al termine della stagione 2004.

## Dettaglio stagioni

### Tornei nazionali

#### Campionato

##### GFL
| Stagione | regular season | regular season | regular season | regular season | regular season | regular season | playoff | playoff | playoff | playoff | playoff | playoff          | playoff      |
|          | Vin            | Par            | Per            | Tot            | PF             | PS             | Vin     | Per     | Tot     | PF      | PS      | risultato        | avversaria   |
| -------- | -------------- | -------------- | -------------- | -------------- | -------------- | -------------- | ------- | ------- | ------- | ------- | ------- | ---------------- | ------------ |
| 2009     | 3              | 0              | 9              | 12             | 369            | 491            | -       | -       | -       | -       | -       | -                | -            |
| 2010     | 5              | 1              | 6              | 12             | 294            | 242            | 0       | 1       | 1       | 3       | 17      | Quarti di finale | Berlin Adler |
| 2011     | 0              | 0              | 11             | 11             | 157            | 521            | -       | -       | -       | -       | -       | -                | -            |
| Totale   | 8              | 1              | 26             | 35             | 820            | 1254           | 0       | 1       | 1       | 3       | 17      |                  |              |

Fonti: Enciclopedia del Football - A cura di Roberto Mezzetti

##### 2. Bundesliga
| Stagione | regular season | regular season | regular season | regular season | regular season | regular season | playoff | playoff | playoff | playoff | playoff | playoff   | playoff            |
|          | Vin            | Par            | Per            | Tot            | PF             | PS             | Vin     | Per     | Tot     | PF      | PS      | risultato | avversaria         |
| -------- | -------------- | -------------- | -------------- | -------------- | -------------- | -------------- | ------- | ------- | ------- | ------- | ------- | --------- | ------------------ |
| 2006     | 9              | 0              | 5              | 14             | 363            | 296            | -       | -       | -       | -       | -       | -         | -                  |
| 2007     | 8              | 0              | 6              | 14             | 412            | 317            | -       | -       | -       | -       | -       | -         | -                  |
| 2008     | 12             | 1              | 1              | 14             | 556            | 180            | 2       | 0       | 2       | 87      | 69      | Promossi  | Darmstadt Diamonds |
| Totale   | 123            | 7              | 104            | 234            | 4970           | 4564           | -       | -       | -       | -       | -       |           |                    |

Fonti: Enciclopedia del Football - A cura di Roberto Mezzetti

##### Regionalliga/Verbandsliga (terzo livello)/Bayernliga (terzo livello)
| Stagione | regular season | regular season | regular season | regular season | regular season | regular season | playoff | playoff | playoff | playoff | playoff | playoff      | playoff                 |
|          | Vin            | Par            | Per            | Tot            | PF             | PS             | Vin     | Per     | Tot     | PF      | PS      | risultato    | avversaria              |
| -------- | -------------- | -------------- | -------------- | -------------- | -------------- | -------------- | ------- | ------- | ------- | ------- | ------- | ------------ | ----------------------- |
| 1987     | 0              | 0              | 7              | 7              | 69             | 327            | -       | -       | -       | -       | -       | -            | -                       |
| 1988     | 0              | 0              | 8              | 8              | 50             | 390            | -       | -       | -       | -       | -       | -            | -                       |
| 1989     | 2              | 1              | 5              | 8              | 126            | 189            | -       | -       | -       | -       | -       | -            | -                       |
| 1994     | 7              | 0              | 1              | 8              | 177            | 59             | 0       | 1       | 1       | 14      | 44      | Non promossi | Landsberg Express       |
| 1995     | 5              | 1              | 4              | 10             | 211            | 160            | -       | -       | -       | -       | -       | -            | -                       |
| 1996     | 5              | 0              | 5              | 10             | 217            | 199            | -       | -       | -       | -       | -       | -            | -                       |
| 1997     | 2              | 0              | 8              | 10             | 108            | 233            | -       | -       | -       | -       | -       | -            | -                       |
| 2001     | 1              | 1              | 6              | 8              | 107            | 294            | -       | -       | -       | -       | -       | -            | -                       |
| 2002     | 6              | 0              | 4              | 10             | 296            | 236            | 0       | 1       | 1       | 14      | 47      | Non promossi | Hanau Hornets           |
| 2003     | 4              | 1              | 7              | 12             | 142            | 277            | -       | -       | -       | -       | -       | -            | -                       |
| 2004     | 10             | 0              | 2              | 12             | 404            | 139            | 1       | 1       | 2       | 39      | 34      | Promossi     | Stuttgart Silver Arrows |
| 2005     | 12             | 0              | 0              | 12             | 527            | 117            | 2       | 0       | 2       | 66      | 28      | Promossi     | Obertshausen Blizzards  |
| 2012     | 0              | 0              | 10             | 10             | 75             | 398            | -       | -       | -       | -       | -       | -            | -                       |
| Totale   | 54             | 4              | 67             | 125            | 2509           | 3018           | 3       | 3       | 6       | 133     | 153     |              |                         |

Fonti: Enciclopedia del Football - A cura di Roberto Mezzetti

##### Landesliga (quarto livello)/Bayernliga (quarto livello)
| Stagione | regular season | regular season | regular season | regular season | regular season | regular season | playoff | playoff | playoff | playoff | playoff | playoff    | playoff                      |
|          | Vin            | Par            | Per            | Tot            | PF             | PS             | Vin     | Per     | Tot     | PF      | PS      | risultato  | avversaria                   |
| -------- | -------------- | -------------- | -------------- | -------------- | -------------- | -------------- | ------- | ------- | ------- | ------- | ------- | ---------- | ---------------------------- |
| 1990     | 5              | 0              | 1              | 6              | 264            | 41             | -       | -       | -       | -       | -       | -          | -                            |
| 1991     | 5              | 0              | 3              | 8              | 157            | 177            | -       | -       | -       | -       | -       | -          | -                            |
| 1992     | 5              | 0              | 4              | 9              | 302            | 195            | -       | -       | -       | -       | -       | -          | -                            |
| 1993     | 9              | 0              | 1              | 10             | 346            | 79             | 0       | 1       | 1       | 14      | 38      | Finale     | Schrobenhausen Olympic Bears |
| 1998     | 6              | 0              | 6              | 12             | 251            | 355            | -       | -       | -       | -       | -       | -          | -                            |
| 1999     | 2              | 0              | 8              | 10             | 84             | 306            | -       | -       | -       | -       | -       | -          | -                            |
| 2000     | 4              | 1              | 1              | 6              | 156            | 57             | 0       | 2       | 2       | 6       | 18      | Finale     | Königsbrunn Ants             |
| 2013     | 6              | 0              | 2              | 8              | 188            | 132            | 0       | 1       | 1       | 0       | 2       | Semifinale | Königsbrunn Ants             |
| 2014     | 0              | 0              | 10             | 10             | 80             | 374            | -       | -       | -       | -       | -       | -          | -                            |
| 2015     | 1              | 0              | 7              | 8              | 100            | 315            | -       | -       | -       | -       | -       | -          | -                            |
| 2016     | 5              | 0              | 5              | 10             | 185            | 242            | -       | -       | -       | -       | -       | -          | -                            |
| 2017     | 4              | 0              | 6              | 10             | 216            | 158            | -       | -       | -       | -       | -       | -          | -                            |
| 2018     | 0              | 0              | 10             | 10             | 42             | 372            | -       | -       | -       | -       | -       | -          | -                            |
| Totale   | 52             | 1              | 64             | 117            | 2371           | 2803           | 0       | 4       | 4       | 20      | 58      |            |                              |

Fonti: Enciclopedia del Football - A cura di Roberto Mezzetti

##### Landesliga (quinto livello)
| Stagione | regular season | regular season | regular season | regular season | regular season | regular season | playoff | playoff | playoff | playoff | playoff | playoff   | playoff    |
|          | Vin            | Par            | Per            | Tot            | PF             | PS             | Vin     | Per     | Tot     | PF      | PS      | risultato | avversaria |
| -------- | -------------- | -------------- | -------------- | -------------- | -------------- | -------------- | ------- | ------- | ------- | ------- | ------- | --------- | ---------- |
| 2019     | 3              | 0              | 5              | 8              | 151            | 167            | -       | -       | -       | -       | -       | -         | -          |
| Totale   | 3              | 0              | 5              | 8              | 151            | 167            | -       | -       | -       | -       | -       |           |            |

Fonti: Enciclopedia del Football - A cura di Roberto Mezzetti